# Älvgrupp
Älvgrupper är ett nätverk vars syfte är att genom samverkan dels sprida kunskap om vattendraget bland deltagande organisationer, dels genom samarbete underlätta riskplanering och riskhantering inför situationer med översvämningar och höga flöden.
Bildandet av älvgrupper föregicks av Älvsäkerhetsutredningen (SOU 1994: 40) där bildandet av nätverk för att underlätta samordningen och samverkan kring arbetet med översvämningar och höga flöden förordades. Förebild för älvgrupperna var  Samordningsgruppen för information vid höga flöden mm som bildades på initiativ av VD:n för Vattenregleringsföretagen i Östersund, Anders Lindh och landshövdingen i Jämtlands län, Sven Heurgren., 
Idag finns det 30 älvgrupper i Sverige. Idag är det endast Skåne, Blekinge och Gotland som inte ansvarar för eller ingår i någon älvgrupp. Av de fem stora sjöarna är det endast Vättern som inte ingår i en älvgrupp – Vänern ingår i Vänern/Göta älv, Mälaren och Hjälmaren i Mälardalens översvämningsområde och Storsjön i Indalsälven.

## Sveriges älvgrupper
Sveriges älvgrupper (2014)
| Älvgrupp                                                    | Ansvarig länsstyrelse | Älvgrupp                 | Ansvarig länsstyrelse |
| ----------------------------------------------------------- | --------------------- | ------------------------ | --------------------- |
| Torne älv                                                   | Norrbotten            | Kalix älv                | Norrbotten            |
| Råne älv                                                    | Norrbotten            | Lule älv                 | Norrbotten            |
| Pite älv                                                    | Norrbotten            | Skellefte älv            | Västerbotten          |
| Umeälven/Vindelälven                                        | Västerbotten          | Ångermanälven            | Västernorrland        |
| Indalsälven                                                 | Jämtland              | Ljungan/Gimån            | Jämtland              |
| Ljusnan/Voxnan                                              | Gävleborg             | Dalälven                 | Dalarna               |
| Kolbäcksåns flödesgrupp                                     | Västmanland           | Arbogaån                 | Örebro                |
| Mälardalens översvämningsgrupp                              | Stockholm             | Eskilstunaån             | Örebro                |
| Nyköpingsåns vattenvårdsförbund                             | Södermanland          | Vattenrådet Emåförbundet | Kalmar                |
| Sydvästra Sveriges vattendrag: Lagan, Nissan, Ätran, Viskan | Halland               | Lagan                    | Kronoberg             |
| Nissan                                                      | Västra Götaland       | Ätran                    | Halland               |
| Viskan                                                      | Västra Götaland       | Mölndalsån               | Västra Götaland       |
| Säveån                                                      | Västra Götaland       | Vänern/Göta älv          | Västra Götaland       |
| Upperudsälven                                               | Västra Götaland       | Byälven                  | Värmland              |
| Norsälven                                                   | Värmland              | Klarälven/Trysilelva     | Värmland              |